# Wonder of Stardom Championship
Le Wonder of Stardom Championship est un championnat de catch (lutte professionnelle) féminin utilisé par la World Wonder Ring Stardom (Stardom). Il est le titre secondaire de cette fédération et est créé le 24 juillet 2011 où Yuzuki Aikawa (en) après sa victoire face à Yoshiko (en). Ce titre est surnommé la ceinture blanche à cause de son design qui est aussi un hommage au championnat All Pacific de la All Japan Women's Pro-Wrestling.

## Histoire
Le 26 juin 2011, Hiroshi « Rossy » Ogawa qui est un des fondateurs de la World Wonder Ring Stardom (Stardom) présente la ceinture de Wonder of Stardom.Début juillet, la Stardom annonce que Yuzuki Aikawa (en) et Yoshiko (en) vont s'affronter dans un match simple pour désigner la première championne. Aikawa sort vainqueur de ce combat et garde ce titre jusqu'à l'annonce de sa retraite le 2 avril 2013,. Ce règne de 1 an, 8 mois et 9 jours est actuellement le plus long. Dark Angel lui succède le 29 avril après sa victoire face à Act Yasukawa (en). Elle est la première catcheuse étrangère à détenir ce titre.
Act Yasukawa obtient ce titre le 4 novembre et doit le rendre le 26 juin 2014 car elle est atteinte par la maladie de Basedow et souffre de troubles de la thyroïde qui lui cause des problèmes de vue,. La Stardom décide d'organiser un tournoi pour désigner la nouvelle championne. Les participantes sont :
- Mayu Iwatani[8]
- Kairi Hojo[8]
- Miho Wakizawa[8]
- Takumi Iroha[8]

|  | Demi-finales  | Demi-finales  | Demi-finales  | Demi-finales  |              |              | Finale | Finale | Finale | Finale |
|  |               |               |               |               |              |              |        |        |        |        |
|  |               |               |               |               |              |              |        |        |        |        |
|  | Kairi Hojo    | Kairi Hojo    | 8:49          | 8:49          |              |              |        |        |        |        |
|  | Kairi Hojo    | Kairi Hojo    | 8:49          | 8:49          |              |              |        |        |        |        |
|  | Mayu Iwatani  | Mayu Iwatani  | Tombé         | Tombé         |              |              |        |        |        |        |
|  | Mayu Iwatani  | Mayu Iwatani  | Tombé         | Tombé         | Mayu Iwatani | Mayu Iwatani | Tombé  | Tombé  |        |        |
|  |               |               |               |               | Mayu Iwatani | Mayu Iwatani | Tombé  | Tombé  |        |        |
|  |               |               | Miho Wakizawa | Miho Wakizawa | 7:23         | 7:23         |        |        |        |        |
|  | Miho Wakizawa | Miho Wakizawa | Miho Wakizawa | Miho Wakizawa | 7:23         | 7:23         | Tombé  | Tombé  |        |        |
|  | Miho Wakizawa | Miho Wakizawa |               |               |              |              |        | Tombé  |        |        |
|  | Takumi Iroha  | Takumi Iroha  | 5:00          | 5:00          |              |              |        |        |        |        |
|  | Takumi Iroha  | Takumi Iroha  | 5:00          | 5:00          |              |              |        |        |        |        |

Yasukawa est une seconde fois championne en 2015 et doit rendre une seconde fois ce titre cette fois à la suite de fractures de la mâchoire, du nez et de l'orbite le 22 février.
Le 20 mai 2020, Arisa Hoshiki (en) doit mettre un terme à sa carrière à la suite de nombreuses blessures à la tête et à la nuque. La Stardom organise un tournoi dont les participantes sont :
- Giulia[11]
- Tam Nakano[11]
- Konami (en)[11]
- Natsuko Tora (en)[11]

|  | Demi-finales              | Demi-finales      | Demi-finales | Demi-finales |            |            | Finale | Finale | Finale | Finale |
|  |                           |                   |              |              |            |            |        |        |        |        |
|  | Tokyo, le 17 juillet 2020 |                   |              |              |            |            |        |        |        |        |
|  | Tam Nakano                | Tam Nakano        | Tombé        | Tombé        |            |            |        |        |        |        |
|  | Tam Nakano                | Tam Nakano        | Tombé        | Tombé        |            |            |        |        |        |        |
|  | Natsuko Tora (en)         | Natsuko Tora (en) | 12:42        | 12:42        |            |            |        |        |        |        |
|  | Natsuko Tora (en)         | Natsuko Tora (en) | 12:42        | 12:42        | Tam Nakano | Tam Nakano | 28:27  | 28:27  |        |        |
|  | Tokyo, le 17 juillet 2020 |                   |              |              | Tam Nakano | Tam Nakano | 28:27  | 28:27  |        |        |
|  |                           |                   | Giulia       | Giulia       | Décision   | Décision   |        |        |        |        |
|  | Konami (en)               | Konami (en)       | Giulia       | Giulia       | Décision   | Décision   | 19:04  | 19:04  |        |        |
|  | Konami (en)               | Konami (en)       |              |              |            |            |        | 19:04  |        |        |
|  | Giulia                    | Giulia            | Tombé        | Tombé        |            |            |        |        |        |        |
|  | Giulia                    | Giulia            | Tombé        | Tombé        |            |            |        |        |        |        |

| #  | Championne         | Règne | Date              | Durée en jours | Défenses | Événement                                   | Lieu     | Notes                                                                                             | Réf    |
| -- | ------------------ | ----- | ----------------- | -------------- | -------- | ------------------------------------------- | -------- | ------------------------------------------------------------------------------------------------- | ------ |
| 1  | Yuzuki Aikawa (en) | 1er   | 24 juillet 2011   | 618            | 8        | Stardom X Stardom 2011                      | Tokyo    | Elle bat Yoshiko (en) dans un match pour désigner la première championne.                         | [ 3 ]  |
| -  | Vacant             | -     | 2 avril 2013      | 27             | -        | NC                                          | NC       | Aikawa prend sa retraite.                                                                         | [ 4 ]  |
| 2  | Dark Angel         | 1er   | 29 avril 2013     | 189            | 3        | Stardom Ryogoku Cinderella Champions Fiesta | Tokyo    | Elle bat Act Yasukawa (en).                                                                       | [ 5 ]  |
| 3  | Act Yasukawa (en)  | 1er   | 4 novembre 2013   | 234            | 4        | Stardom Season 14 Goddesses In Stars 2013   | Tokyo    |                                                                                                   | [ 6 ]  |
| -  | Vacant             | -     | 26 juin 2014      | 31             | -        | NC                                          | NC       | À la suite de problèmes de sante de Yakusawa.                                                     | [ 7 ]  |
| 4  | Mayu Iwatani       | 1er   | 27 juillet 2014   | 175            | 2        | Stardom Shining Stars 2014                  | Nagoya   | Elle bat Miho Wakizawa en finale d'un tournoi.                                                    | [ 8 ]  |
| 5  | Act Yasukawa (en)  | 2e    | 18 janvier 2015   | 103            | 0        | Stardom 4th Anniversary Show                | Tokyo    |                                                                                                   | [ 14 ] |
| -  | Vacant             | -     | 1er mai 2015      | 16             | -        | NC                                          | NC       | À la suite de plusieurs blessures au visage de Yasukawa                                           | [ 9 ]  |
| 6  | Io Shirai          | 1er   | 17 mai 2015       | 190            | 7        | Stardom Gold May 2015                       | Tokyo    | Elle bat Nikki Storm dans un match pour désigner la championne.                                   | [ 15 ] |
| 7  | Santana Garrett    | 1er   | 23 novembre 2015  | 174            | 9        | Stardom Goddesses of Stardom 2015           | Fukuoka  | Le titre de championne du monde féminine de la National Wrestling Alliance de Garrett est en jeu. | [ 16 ] |
| 8  | Kairi Hojo         | 1er   | 15 mai 2016       | 364            | 8        | Stardom Gold May 2016                       | Tokyo    |                                                                                                   | [ 17 ] |
| 9  | Mayu Iwatani       | 2e    | 14 mai 2017       | 132            | 2        | Stardom Gold May 2017                       | Tokyo    |                                                                                                   | [ 18 ] |
| 10 | Yoko Bito (en)     | 1er   | 23 septembre 2017 | 57             | 2        | Stardom 5STAR Grand Prix 2017               | Osaka    |                                                                                                   | [ 19 ] |
| 11 | Io Shirai          | 2e    | 19 novembre 2017  | 185            | 10       | Stardom Best of The Goddesses               | Tokyo    |                                                                                                   | [ 20 ] |
| 12 | Momo Watanabe (en) | 1er   | 23 mai 2018       | 358            | 13       | Stardom Gold Star                           | Tokyo    |                                                                                                   | [ 21 ] |
| 13 | Arisa Hoshiki (en) | 1er   | 16 mai 2019       | 370            | 10       | Stardom Gold May 2019                       | Tokyo    |                                                                                                   | [ 22 ] |
| -  | Vacant             | -     | 20 mai 2020       | 67             | -        | NC                                          | NC       | Hoshiki est contrainte de mettre un terme à sa carrière                                           | [ 10 ] |
| 14 | Giulia             | 1er   | 26 juillet 2020   | 220            | 6        | Stardom Cinderella Summer in Tokyo          | Tokyo    | Elle bat Tam Nakano en finale d'un tournoi.                                                       | [ 23 ] |
| 15 | Tam Nakano         | 1er   | 3 mars 2021       | 301            | 6        | Stardom 10th Anniversary                    | Tokyo    | C'est un Hair vs. Hair match                                                                      | [ 24 ] |
| 16 | Saya Kamitani      | 1er   | 29 décembre 2021  | 480            | 15       | Stardom Dream Queendom                      | Tokyo    |                                                                                                   | [ 25 ] |
| 17 | Mina Shirakawa     | 1er   | 23 avril 2023     | 34             | 1        | Stardom All Star Grand Queendom             | Yokohama |                                                                                                   | [ 26 ] |
| 18 | Tam Nakano         | 2e    | 27 mai 2023       | 36             | 0        | Stardom Flashing Champions 2023             | Tokyo    | Dans un match où le titre de championne World of Stardom de Tam Nakano était également en jeu.    | [ 27 ] |
| 19 | MIRAI (en)         | 1er   | 2 juillet 2023    | 180            | 3        | Stardom MidSummer Champions 2023            | Yokohama |                                                                                                   | [ 28 ] |
| 20 | Saori Anou (en)    | 1er   | 29 décembre 2023  | 176            | 3        | Stardom Dream Queendom 2023                 | Tokyo    |                                                                                                   | [ 29 ] |
| 21 | Mika Iwata (en)    | 1er   | 22 juin 2024      | 23             | 0        | Stardom The Conversion                      | Tokyo    |                                                                                                   | [ 30 ] |
| 22 | Saori Anou (en)    | 2e    | 15 juillet 2024   | 12             | 0        | Sendai Girls                                | Tokyo    | Dans un match où le championnat du monde Sendai Girls d'Iwata était également en jeu.             | [ 31 ] |
| 23 | Natsupoi (en)      | 1er   | 27 juillet 2024   | 155            | 2        | Stardom Sapporo Wonder Rendezvous           | Sapporo  |                                                                                                   | [ 32 ] |
| 24 | Starlight Kid (en) | 1er   | 29 décembre 2024  | 206            | 4        | Stardom Dream Queendom 2024                 | Tokyo    |                                                                                                   | [ 33 ] |

## Règnes combinés
| Rang | Catcheuse          | Règnes | Défenses | Jours |
| ---- | ------------------ | ------ | -------- | ----- |
| 1    | Yuzuki Aikawa (en) | 1      | 8        | 618   |
| 2    | Saya Kamitani      | 1      | 15       | 480   |
| 3    | Io Shirai          | 2      | 17       | 375   |
| 4    | Arisa Hoshiki (en) | 1      | 10       | 370   |
| 5    | Kairi Hojo         | 1      | 8        | 364   |
| 6    | Momo Watanabe (en) | 1      | 13       | 358   |
| 7    | Tam Nakano         | 2      | 6        | 337   |
| 7    | Act Yasukawa (en)  | 2      | 4        | 337   |
| 9    | Mayu Iwatani       | 2      | 4        | 307   |
| 10   | Giulia             | 1      | 6        | 220   |
| 11   | Dark Angel         | 1      | 3        | 189   |
| 12   | Saori Anou (en)    | 2      | 3        | 188   |
| 13   | MIRAI (en)         | 1      | 3        | 180   |
| 14   | Santana Garrett    | 1      | 9        | 174   |
| 15   | Natsupoi (en)      | 1      | 2        | 155   |
| 16   | Starlight Kid (en) | 1      | 4        | 206   |
| 17   | Yoko Bito (en)     | 1      | 2        | 57    |
| 18   | Mina Shirakawa     | 1      | 1        | 34    |
| 19   | Mika Iwata (en)    | 1      | 0        | 23    |